# Landau
Landau er en by i den tyske delstat Rheinland-Pfalz, i det vestlige Tyskland, 20 kilometer nord for grænsen til Frankrig.
Historisk set hører Landau med til Alsace. Ligesom resten af Alsace var Landau under fransk styre i det meste af tiden fra 1680 til 1815.